# 油小路隆前
油小路 隆前（あぶらのこうじ たかさき、享保15年（1730年）9月21日 - 文化14年（1817年）11月20日）は、江戸時代後期の公卿。初名は油小路隆義。

## 官歴
- 享保17年（1732年）：従五位下
- 元文3年（1738年）：従五位上、侍従
- 寛保元年（1741年）：正五位下
- 寛保3年（1743年）：丹波権介
- 延享元年（1744年）：左権少将
- 延享2年（1745年）：従四位下
- 延享10年（1753年）：近江権介
- 寛延元年（1748年）：従四位上、左権中将
- 寛延3年（1750年）：正四位下、蔵人頭
- 宝暦元年（1751年）：正四位上
- 宝暦6年（1756年）：従三位、参議、左衛門督
- 宝暦7年（1757年）：補検非違使別当
- 宝暦8年（1758年）：権中納言
- 宝暦9年（1759年）：賀茂伝奏、踏歌節会外弁
- 宝暦10年（1760年）：正三位
- 宝暦13年（1763年）：従二位
- 明和元年（1764年）：権大納言
- 明和5年（1768年）：正二位
- 明和6年（1769年）：神宮上卿、民部卿
- 文化5年（1808年）：従一位

## 系譜
- 父：油小路隆典
- 実子：油小路隆彭
- 実子：鷲尾隆純
- 養子：油小路隆道（山科忠言の次男）